# Ashlee Evans-Smith
Ashlee Evans-Smith (Ukiah, 9 de julho de 1987) é uma lutadora de artes marciais mistas estadunidense e, atualmente, possui contrato com o  Ultimate Fighting Championship. Atualmente, ela está na 13º colocação do ranking dos galos femininos.

## Carreira no MMA

### Início da carreira
Como amadora, Ashlee Evans-Smith realizou um recorde de 5-4, e é a antiga Campeã do Tuff-N-Uff. Apesar de 5-4 não parecer muito impressionante, deve-se notar que suas quatro perdas foram para mulheres com um registro amador combinado de 20-1-1. Ela também tem uma vitória notável sobre a ex-UFC, Jessamyn Duke.
Evans-Smith iniciou sua carreira profissional em 02 de março de 2013, nas quartas de final para o Torneio Peso Pena Feminino do CFA . Em uma batalha árdua, repleta de reviravoltas, contra a ex-rival amadora, Tori Adams, Evans-Smith venceu por decisão unânime, assim vingando uma perda passada.
Ela foi, então, agendada para lutar contra Peggy Morgan, na rodada semi-final no CFA 11, mas foi removida do card depois de fazer testes para o TUF 18. Um relatório recente do The Wrestling Observer Newsletter anunciou que Evans-Smith foi uma das 17 lutadoras selecionadas para o TUF 18 mas, aos 25 anos, em vez disso, preferiu recuperar o seu lugar no torneio CFA.
Ashlee iria avançar automaticamente para a fase final, pois Morgan tinha sido removida do torneio. Depois, surgiram notícias que ela enfrentaria a lutadora transexual, Fallon Fox, porque a adversária que iria substituir Morgan, Anna Barone, não conseguiu bater o peso.

### Fox vs Evans-Smith
Em 12 de Outubro de 2013, Evans-Smith foi para as finais do torneio no CFA 12, entrando como uma grande azarão, chegando a alcançar +425 nas bolsas de apostas. Depois de ser dominada na primeira rodada, ela começou a assumir na segunda. O round terminou em polêmica, pois enquanto Evans-Smith estava aplicando socos na montada, o árbitro não conseguiu ouvir o sinal anunciando o fim do round, então ela continuou a bater em Fox. O árbitro decretou o TKO ao seu favor, quando o round já estava acabado. Como Ashlee, seu corner e a multidão comemoraram, o árbitro lhe informou que ele tinha cometido um erro, e a luta iria a um terceiro round. No 3º, Ashlee foi capaz de obter a montada novamente, e conseguiu acertar uma onda de socos, até que o árbitro interveio e interrompeu a luta, dando-lhe a vitória por TKO na 3ª rodada, de virada.

### WSOF
Evans-Smith, então, assinou com o World Series of Fighting (WSOF) para lutar contra Marciea Allen, no WSOF 10. Ela ganhou a luta por nocaute técnico no terceiro round.

### Ultimate Fighting Championship
Com um cartel perfeito de 3-0, Evans-Smith teve a primeira oportunidade na organização para lutar contra Raquel Pennington, em 6 de Dezembro de de 2014, no UFC 181, na sequência de uma lesão no pescoço da adversária original de Pennington, Holly Holm. A luta estava equilibrada e "travada", principalmente no clinch, até que Pennington garantiu um bulldog choke no final da rodada. Quando o round acabou, foi revelado que Evans-Smith estava inconsciente devido à finalização. A luta foi interrompida entre as rodadas 1 e 2, no entanto, o tempo oficial é 04:59 da primeira rodada.
Evans-Smith enfrentou na sequência Marion Reneau no UFC Fight Night: Cowboy vs. Cowboy em 21 de fevereiro de 2016. Ela venceu por decisão dividida.
Evans-Smith enfrentou a brasileira Verônica Macedo em 3 de setembro de 2016 no UFC Fight Night: Arlovski vs. Barnett. Ela venceu por nocaute técnico no terceiro round.
Sua próxima adversária foi a brasileira Ketlen Vieira em 15 de abril de 2017 no UFC on Fox: Johnson vs. Reis. Ela perdeu por decisão unânime.

## Cartel no MMA
| Cartel no MMA   |            |            |
| 11 lutas        | 6 vitórias | 5 derrotas |
| Por nocaute     | 3          | 0          |
| Por finalização | 0          | 2          |
| Por decisão     | 3          | 3          |

| Res.    | Cartel | Oponente          | Método                                         | Evento                                | Data       | Round | Tempo | Local                   | Notas           |
| ------- | ------ | ----------------- | ---------------------------------------------- | ------------------------------------- | ---------- | ----- | ----- | ----------------------- | --------------- |
| Derrota | 6-5    | Norma Dumont      | Decisão (unânime)                              | UFC on ESPN: Smith vs. Clark          | 28/11/2020 | 3     | 5:00  | Las Vegas, Nevada       |                 |
| Derrota | 6-4    | Andrea Lee        | Decisão (unânime)                              | UFC on ESPN: Ngannou vs. Velasquez    | 17/02/2019 | 3     | 5:00  | Phoenix                 |                 |
| Vitória | 6-3    | Bec Rawlings      | Decisão (unânime)                              | UFC 223: Khabib vs. Iaquinta          | 07/04/2018 | 3     | 5:00  | Brooklyn, Nova Iorque   |                 |
| Derrota | 5-3    | Sarah Moras       | Finalização (chave de braço)                   | UFC 215: Nunes vs. Shevchenko II      | 09/09/2017 | 1     | 2:51  | Edmonton, Alberta       |                 |
| Derrota | 5-2    | Ketlen Vieira     | Decisão (unânime)                              | UFC on Fox: Johnson vs. Reis          | 15/04/2017 | 3     | 5:00  | Kansas City, Missouri   |                 |
| Vitória | 5-1    | Veronica Macedo   | Nocaute Técnico (cotoveladas)                  | UFC Fight Night: Arlovski vs. Barnett | 03/09/2016 | 3     | 3:14  | Hamburgo                |                 |
| Vitória | 4-1    | Marion Reneau     | Decisão (dividida)                             | UFC Fight Night: Cowboy vs. Cowboy    | 21/02/2016 | 3     | 5:00  | Pittsburgh, Pensilvânia |                 |
| Derrota | 3-1    | Raquel Pennington | Finalização Técnica (estrangulamento buldogue) | UFC 181: Hendricks vs. Lawler II      | 06/12/2014 | 1     | 4:59  | Las Vegas, Nevada       | Estreia no UFC. |
| Vitória | 3-0    | Marciea Allen     | Nocaute Técnico (cotoveladas)                  | WSOF 10                               | 21/06/2014 | 3     | 3:01  | Las Vegas, Nevada       |                 |
| Vitória | 2-0    | Fallon Fox        | Nocaute Técnico (socos)                        | CFA 12                                | 12/10/2013 | 3     | 3:15  | Coral Gables, Flórida   |                 |
| Vitória | 1-0    | Tori Adams        | Decisão (unânime)                              | CFA 10                                | 02/03/2013 | 3     | 5:00  | Coral Gables, Flórida   |                 |